# عبدالمالک خالوکوف
عبدالمالک خالوکوف (ازبکی: Abdumalik Xaloqov Anvar o‘g‘li؛ زادهٔ ۹ آوریل ۲۰۰۰) بوکسور اهل ازبکستان است.